# Zenon Czechowski
Zenon Czechowski, né le 19 novembre 1946 à Poznań, et mort le 17 novembre 2016, est un coureur cycliste polonais actif à la charnière des années 1960 et 1970. Il participe à plusieurs reprises à la Course de la Paix, la grande épreuve cycliste des Pays de l'Est de l'Europe, il y remporte plusieurs étapes et y figure parmi les meilleurs performeurs. Il est un des coéquipiers de Ryszard Szurkowski lors des deux premières victoires de celui-ci sur cette course en 1970 et 1971.

## Équipes
- Équipe cycliste nationale de Pologne de 1966 à 1972

## Biographie
Zenon Czechowski appartient depuis 1961 au club de sa ville natale, le Lech Poznań, mais c'est avec le Legia de Varsovie qu'il remporte en 1966 le Championnat de Pologne contre-la-montre par équipes. Cela lui vaut d'intégrer le quatuor polonais pour le Championnat du monde contre-la-montre par équipes amateur, dont il est membre titulaire de 1966 à 1968. Avec ses coéquipiers il se classe 10e au championnat de 1966, 7e au championnat de 1967. Il participe ainsi aux Jeux olympiques de Mexico (1968) où la Pologne se classe à la sixième place. Dès l'année 1967 il fait partie de la sélection polonaise pour la Course de la Paix. D'emblée il y remporte deux étapes et participe au succès collectif de la Pologne au classement par équipe de la course, challenge très convoité, du fait qu'il met en avant les nationalités des différents pays du Bloc de l'Est. Il participe aux deux autres succès polonais suivants en 1968 et 1970. Sur la Course de la Paix en cinq participations successives il remporte un total de six étapes, s'adjuge un grand prix de meilleur grimpeur et termine second en 1971 derrière son leader Ryszard Szurkowski. En Pologne même, il remporte quatre fois le Tour de Mazovie, importante épreuve à étapes car disputée dans la région de Varsovie, remporte quelques étapes au Tour de Pologne, mais il doit faire face à la rude concurrence d'un cyclisme brillant de plusieurs autres champions : Ryszard Szurkowski, Stanisław Szozda, etc. Hors de ses frontières, hormis la Course de la Paix, il est peu présent sauf au Tour d'Algérie où il remporte des étapes à chacune de ses trois participations. Il est au départ du Tour de France de l'Avenir en 1969 mais, plus homme de plaine que de montagne, il n'y réalise pas de performance. Il est aussi sélectionné pour les Championnats du monde sur route (amateur) en 1969 et 1970. Il n'apparaît plus dans les classements internationaux après 1972. En effet, après le décès de Marian Kegel et sa non sélection pour les Jeux olympiques de Munich, il décide de mettre un terme à sa carrière sportive.

## Palmarès
- 1966
  - Champion de Pologne contre-la-montre par équipes avec le Legia de Varsovie (Marian Kegel, Kazimierz Jasinski, Marian Forma)
- 1967
  - Champion de Pologne contre la montre par équipes (clubs) avec le Legia (Forma, Jasinski, Woszniak)
  - 6e et 13e étapes de la Course de la Paix
  - 2e du championnat de Pologne sur route
- 1968
  - 3e étape de la Course de la Paix
  - 6e aux Jeux olympiques de Mexico contre-la-montre par équipes avec la Pologne (Andrzej Blawdzin, Marian Kegel, Jan Magiera)
- 1969
  - Tour de Mazovie :
    - Classement général
    - 1re étape[6]

  - 3e du championnat de Pologne sur route
- 1970
  - 4e et 9e étapes de la Course de la Paix
  - 10e étape du Tour d'Algérie
  - 1re, 4e et 6e étapes du Tour de Pologne
  - Tour de Mazovie :
    - Classement général
    - 1re, 2e et 3e étapes
- 1971
  - 7e étape de la Course de la Paix
  - 2e de la Course de la Paix
  - 9e étape du Tour d'Algérie
  - Tour de Mazovie :
    - Classement général
    - 1re étape

  - 4e du championnat de Pologne sur route
- 1972
  - Tour de Mazovie :
    - Classement général
    - 1reb et 2e étapes

  - 3e étape du Grand Prix d'Annaba
  - 8e étape du Tour d'Algérie

### Résultats sur laCourse de la Paix
- 1967 : 17e, vainqueur de deux étapes et du classement par équipes avec la Pologne
- 1968 : 10e, vainqueur d'une étape, du Prix du meilleur grimpeur et du classement par équipes avec la Pologne
- 1969 : 23e
- 1970 : 6e, vainqueur de deux étapes et du classement par équipes avec la Pologne
- 1971 : 2e, vainqueur d'une étape et leader ("maillot blanc") une journée

### Aux Championnats du monde
- 1966 : 10e contre-la-montre par équipes (avec Marian Kegel, Jan Magiera, Rajmund Zieliński)
- 1967 : 7e contre-la-montre par équipes (avec Andrzej Bawdzin, Jan Magiera, Henryk Woszniak)
- 1969 : 15e du championnat individuel
- 1970 : 21e du championnat individuel

### Classements divers
Classement annuel des coureurs polonais attribué par le journal Przegląd Sportowy et la Fédération polonaise du cyclisme :
- 1967 : 8e
- 1970 : 2e
- 1971 : 3e